# Talenciac
Talencieux és un municipi francès situat al departament de l'Ardecha i a la regió d'Alvèrnia-Roine-Alps. L'any 2007 tenia 906 habitants.

## Demografia

### Població
El 2007 la població de fet de Talencieux era de 906 persones. Hi havia 337 famílies de les quals 74 eren unipersonals (43 homes vivint sols i 31 dones vivint soles), 98 parelles sense fills, 153 parelles amb fills i 12 famílies monoparentals amb fills.
La població ha evolucionat segons el següent gràfic:
Habitants censats

### Habitatges
El 2007 hi havia 364 habitatges, 340 eren l'habitatge principal de la família, 17 eren segones residències i 7 estaven desocupats. 352 eren cases i 10 eren apartaments. Dels 340 habitatges principals, 301 estaven ocupats pels seus propietaris, 34 estaven llogats i ocupats pels llogaters i 5 estaven cedits a títol gratuït; 1 tenia una cambra, 6 en tenien dues, 31 en tenien tres, 113 en tenien quatre i 189 en tenien cinc o més. 242 habitatges disposaven pel capbaix d'una plaça de pàrquing. A 103 habitatges hi havia un automòbil i a 220 n'hi havia dos o més.

### Piràmide de població
La piràmide de població per edats i sexe el 2009 era:
| Homes | Edats   | Dones |
| ----- | ------- | ----- |
| 0     | 95 o +  | 0     |
| 0     | 90 a 94 | 0     |
| 0     | 85 a 89 | 12    |
| 4     | 80 a 84 | 4     |
| 12    | 75 a 79 | 8     |
| 8     | 70 a 74 | 8     |
| 8     | 65 a 69 | 12    |
| 24    | 60 a 64 | 28    |
| 8     | 55 a 59 | 12    |
| 16    | 50 a 54 | 16    |
| 28    | 45 a 49 | 24    |
| 32    | 40 a 44 | 32    |
| 68    | 35 a 39 | 32    |
| 36    | 30 a 34 | 44    |
| 20    | 25 a 29 | 28    |
| 0     | 20 a 24 | 12    |
| 36    | 15 a 19 | 16    |
| 28    | 10 a 14 | 32    |
| 48    | 5 a 9   | 32    |
| 28    | 0 a 4   | 24    |

## Economia
El 2007 la població en edat de treballar era de 597 persones, 475 eren actives i 122 eren inactives. De les 475 persones actives 452 estaven ocupades (250 homes i 202 dones) i 23 estaven aturades (8 homes i 15 dones). De les 122 persones inactives 48 estaven jubilades, 42 estaven estudiant i 32 estaven classificades com a «altres inactius».

### Ingressos
El 2009 a Talencieux hi havia 363 unitats fiscals que integraven 971,5 persones, la mediana anual d'ingressos fiscals per persona era de 18.670 €.

### Activitats econòmiques
Dels 14 establiments que hi havia el 2007, 1 era d'una empresa de fabricació d'altres productes industrials, 6 d'empreses de construcció, 1 d'una empresa de comerç i reparació d'automòbils, 1 d'una empresa immobiliària, 4 d'empreses de serveis i 1 d'una empresa classificada com a «altres activitats de serveis».
Dels 4 establiments de servei als particulars que hi havia el 2009, 2 eren guixaires pintors, 1 fusteria i 1 perruqueria.
L'any 2000 a Talencieux hi havia 23 explotacions agrícoles que ocupaven un total de 210 hectàrees.

## Equipaments sanitaris i escolars
El 2009 hi havia 2 escoles elementals.

## Poblacions més properes
El següent diagrama mostra les poblacions més properes.